# Neotheronia cristata
Neotheronia cristata là một loài tò vò trong họ Ichneumonidae.